# Pero Meogo

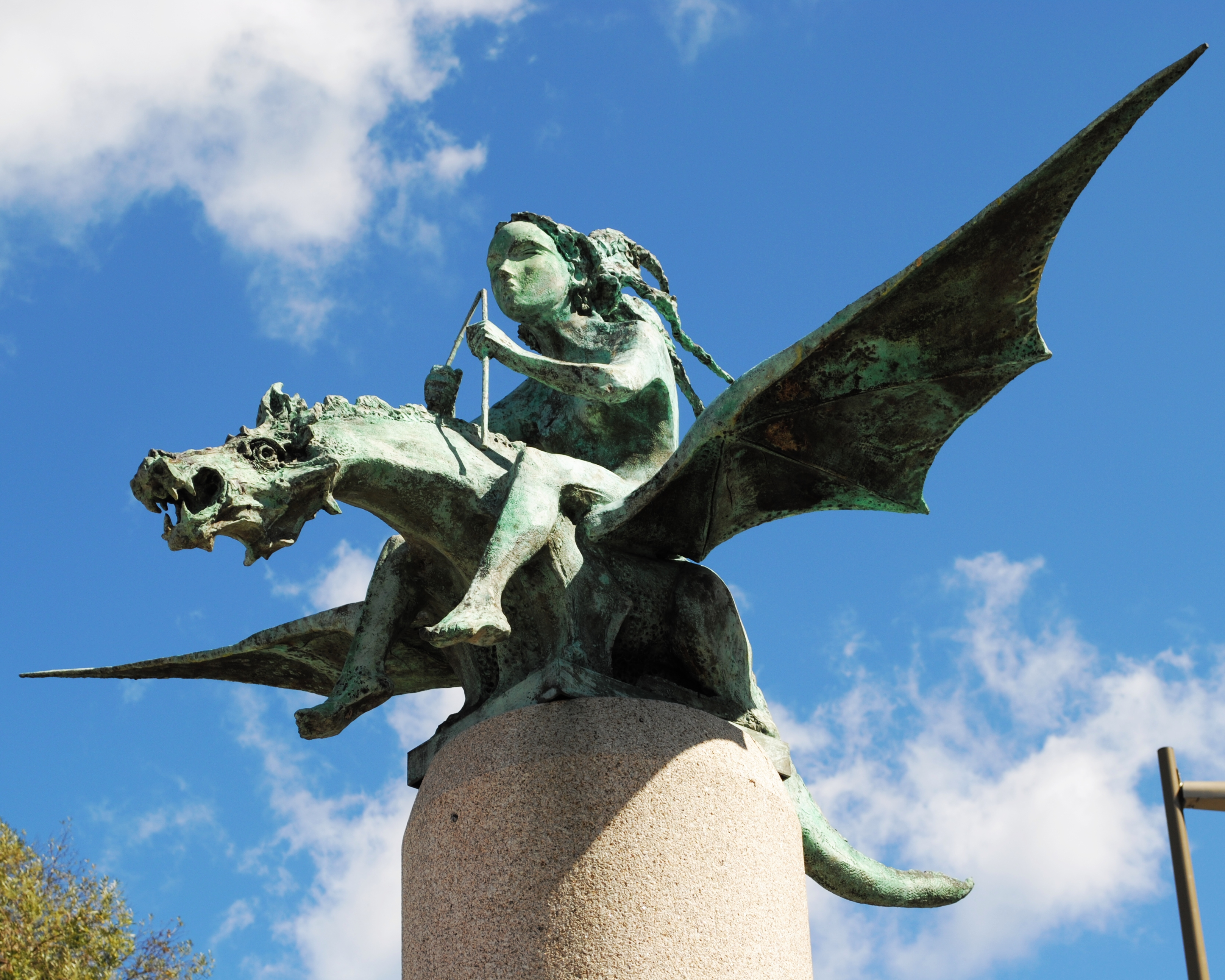
Monumento dedicado a los poetas, cantores y trovadores de la Ría de Vigo, Martín Codax, Pero Meogo, Mendiño y Paio Gómez Chariño, A fada e o dragón de Xaime Quessada, en el Paseo de Alfonso XII de Vigo.

Pero Meogo (también Pedro Meogo y Pero Moogo) fue un juglar o trovador gallego del siglo XIII.

## Biografía
No se conservan datos biográficos. Su obra está colocada en la parte denominada Cancionero de los juglares gallegos, de ello se deduce que era gallego y posiblemente juglar.
Se supone que debe de haber sido un contemporáneo del rey trovador Dionisio I de Portugal quien reinó de 1279 a 1325 y compuso una cantiga de seguir que está relacionada con la cantiga de Meogo Levantous´a velida. Se conservan nueve cantigas de amigo de autoría de Meogo.
En documentación del siglo XIII, hay constancia de un clérigo gallego de Orense y de un notario de Santiago con este nombre. El profesor José Antonio Souto Cabo lo identifica, con base en documentación de la catedral de Santiago, con clérigo del municipio de Teo, que la documentación relaciona con el trovador Sancho Sánchez y el juglar Martin de Sisto.

## Obra
Se conservan 9 obras, todas cantigas de amigo.
Los especialistas en lírica medieval gallego-portuguesa Carlos Alvar y Vicenç Beltrán sitúan la obra de Pero Meogo a medio camino entre la cantiga narrativa y la de amigo. En este autor se ve un amplio uso de símbolos de la naturaleza y, sobre todo, del ciervo.